# Paschal Glacier
Paschal Glacier är en glaciär i Antarktis. Den ligger i Västantarktis. Inget land gör anspråk på området. Paschal Glacier ligger 588 meter över havet.
Terrängen runt Paschal Glacier är kuperad norrut, men söderut är den platt. Trakten är obefolkad. Det finns inga samhällen i närheten.